# Valle de Matamoros
Valle de Matamoros – gmina w Hiszpanii, w prowincji Badajoz, w Estramadurze, o powierzchni 4,9 km². W 2011 roku gmina liczyła 425 mieszkańców.